# Kawanishi H8K

Doorsneetekening van de Kawanishi H8K

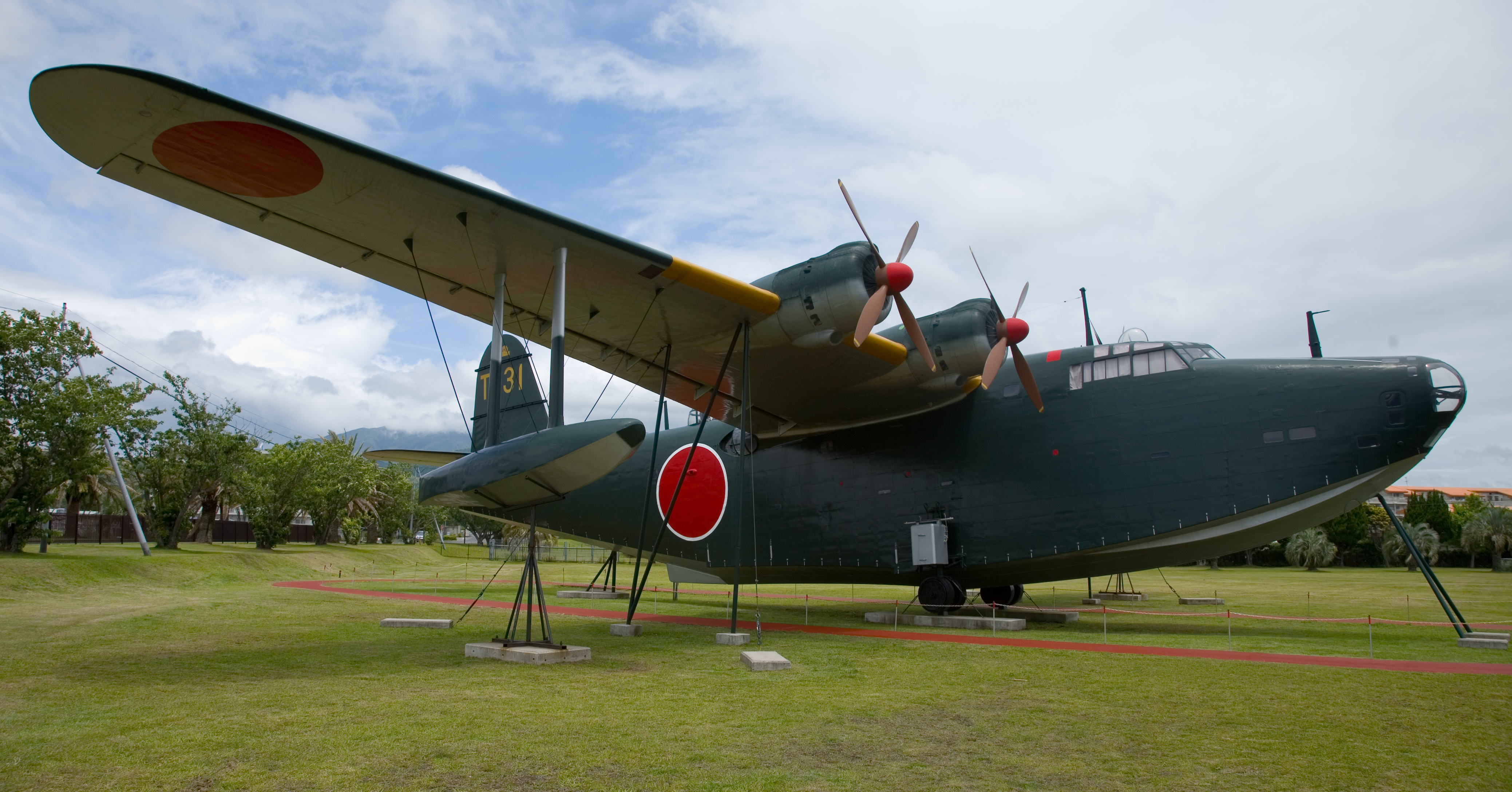
De laatst overgebleven H8K slijt haar dagen in het Kanoya Museum in Japan.

De Kawanishi H8K (Japans: 二式飛行艇, Nishiki Hikōtei, "Type 2 Vliegboot", gewoonlijk aangeduid als 二式大型飛行艇, Nishiki Ōgata Hikōtei, 二式大艇, Nishiki Daitei of Nishiki Taitei, "Type 2 Groot Formaat Vliegboot") is een Japanse vliegboot (bij de geallieerden beter bekend onder de codenaam Emily) en was waarschijnlijk de beste vliegboot van de Tweede Wereldoorlog. Zij opereerde vooral op de Stille Oceaan in dienst van de Japanse Keizerlijke Marineluchtmacht.

## Beschrijving
De Kawanishi H8K was het snelste vliegboottype van de oorlog, kon goed op water landen, was zwaarbewapend en had ter bescherming van de bemanning tamelijk veel bepantsering. In tegenstelling tot de geallieerde vliegboten, zoals de Martin PBM Mariner en de Consolidated PBY Catalina, die ook van landingsbanen gebruik konden maken, was deze grote Japanse vliegboot alleen bestemd voor landingen op het water.
De grote Japanse vliegboot heeft een ruime cockpit voor de piloten en een neuskoepel met twee van de vier 20mm-kanonnen. Boven aan het vliegtuig, achter de grote vleugels, bevindt zich eveneens een geschutkoepel met één zo'n kanon. Achter aan de staart is een kleinere koepel met ook één 20mm-kanon. Aan zowel stuur- als bakboordzijde bevinden zich ovaalronde koepels voor de waarnemers. Op de beide flanken is een grote rode bol van de Japanse vlag geschilderd, de Hinomaru. Aan beide uiteinden van de vleugels zijn vlotters aangebracht om het vliegtuig tijdens het opstijgen en landen in balans te houden.

## Inzet
Menig geallieerde piloot en schipbreukeling werd door deze vliegboten beschoten of gevangengenomen en geïnterneerd in Japanse gevangenkampen. De vliegboten werden, net zoals de Amerikaanse tegenhangers, eveneens ingezet als reddingsvliegtuig, bommenwerper, torpedobommenwerper, transport- en verbindingsvliegtuig. De Kawanishi-vliegboot was iets sneller dan de Catalina, maar het Japanse vliegtuig was, door zijn grootte, vooral kwetsbaar voor vliegtuigkogels, land- en scheepsgeschut.